# カリム・オニシウォ
カリム・オニシウォ（Karim Onisiwo 、1992年3月17日 - ）は、オーストリア・ウィーン出身のプロサッカー選手。元オーストリア代表。レッドブル・ザルツブルク所属。ポジションはFW。

## 経歴

### クラブ
地元ウィーンのクラブでプレーをはじめ、2001年10月にSKラピード・ウィーンのユースチームに加わった。その後、2002年3月に地元のライバルであるFKオーストリア・ウィーンのユースチームに2005年9月まで所属した。その後も様々なクラブを渡り歩き、2008-09シーズンにファースト・ヴィエナFCでシニアデビューを果たした。
2012-13シーズン前、SVアウストリア・ザルツブルクに移籍。2014年夏、SVマッテルスブルクに移籍。
2016年1月5日、ドイツ・ブンデスリーガの1.FSVマインツ05に移籍。
2025年1月2日、レッドブル・ザルツブルクに移籍した。

### 代表
2015年11月の親善試合・スイス代表戦でA代表初キャップ。2021年5月、UEFA EURO 2020に臨むオーストリア代表メンバーに選出された。

## 人物
ナイジェリア人の父とオーストリア人の母との間に生まれた。ダヴィド・アラバとは故郷が近く幼馴染である。